# Typ Meridian
| Typ Meridian, Serie Eagle                            | Typ Meridian, Serie Eagle                         |
| ---------------------------------------------------- | ------------------------------------------------- |
| Keine Abbildung vorhanden                            |                                                   |
| Technische Daten (Überblick)                         |                                                   |
| Werft:                                               | VEB Warnow-Werft, Warnemünde                      |
| Vermessung:                                          | 9699 BRT / 5567 NRT (6391 BRT / 3114 NRT)         |
| Tragfähigkeit:                                       | 13.800 t (9480 t)                                 |
| Länge über Alles:                                    | 156,84 m                                          |
| Länge zwischen den Loten:                            | 146,76 m                                          |
| Breite:                                              | 21,80 m                                           |
| Seitenhöhe:                                          | 11,90 m                                           |
| Tiefgang:                                            | 9,02 m (7,34 m)                                   |
| Antrieb:                                             | 1 × K8Z 70/120E Dieselmotor auf 1 × Festpropeller |
| Gesamtleistung:                                      | 8240 kW                                           |
| Geschwindigkeit:                                     | 18,1 (17,8) Knoten                                |
| Besatzung:                                           | 33                                                |
| Daten: Typ Meridian II Daten in Klammern: Freidecker |                                                   |

Die Serie Eagle des Typs Meridian der Warnow-Werft ist eine Baureihe von universell einsetzbaren Semicontainerschiffen.

## Geschichte

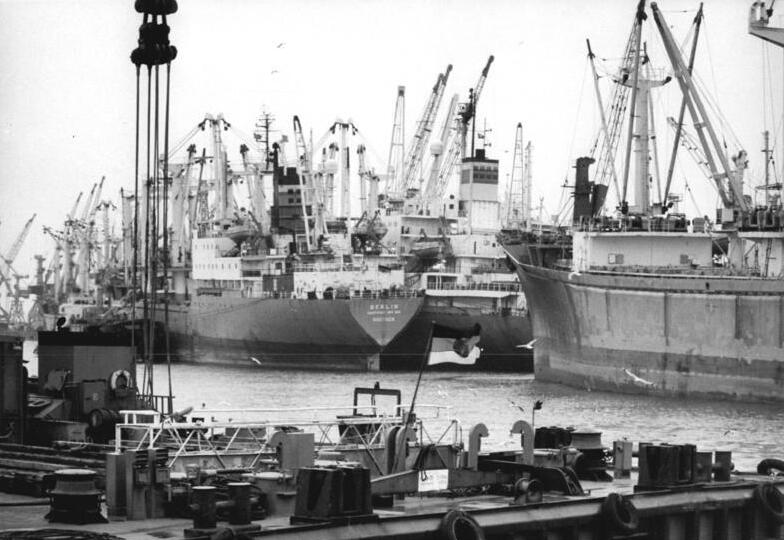
Die Berlin Hauptstadt der DDR in Rostock

Hergestellt wurde die Serie 1972 bis 1981 in 33 Einheiten. Eingesetzt werden die als Voll- oder Freidecker verwendbaren Schiffe zum Transport von Stückgütern, Containern, Industrie- und Schwergütern, aber auch Schüttgut- und Kühlladungen, Holz sowie Latex. Ein Teil der Baureihe wurde für die Deutsche Seereederei gebaut, der Rest wurde in zahlreiche, teils westliche Länder exportiert. Die ersten vier Schiffe werden als Meridian I bezeichnet. Die folgenden Einheiten vom Typ Meridian II sind bei sonst gleichen Grunddaten knapp sieben Meter länger.
- Erstes Schiff und Namensgeber der Serie war die am 14. Juni 1972 übergebene Eagle mit dem Heimathafen Monrovia und der Baunummer 401.[1] Sie wurde ab 1984 als Seven Star I betrieben und strandete am 13. August 1985 nordöstlich von Preparis Island im Nordosten Indiens und wurde daraufhin ab dem 21. Dezember 1985 in Huangpu abgebrochen.[1]
- Letztes Schiff der Serie war die im September 1981 fertiggestellte Risan mit der Baunummer 424. Sie fuhr zuletzt unter dem Namen Destiny und traf im April 2011 in Bangladesh zum Abbruch ein.[2][3]

Ein Teil der erfolgreichen Schiffbaureihe ist bis heute noch in Fahrt.

## Technik
Angetrieben werden die Schiffe von einem in MAN-Lizenz gefertigten 8240-kW-Zweitakt-Dieselmotor des Typs K8Z 70/120E des Herstellers VEB Dieselmotorenwerk Rostock, der direkt auf einen Festpropeller wirkt. Die Maschinenanlage ist teilautomatisiert.
Die Rümpfe der Schiffe sind in Sektionsbauweise zusammengefügt. Das Deckshaus ist klimatisiert und mit Ein-Mann Kammern ausgestattet.
Die fünf Laderäume haben ab dem fünften Schiff einen Rauminhalt von 17.490 m³ Kornraum und 16.633 m³ Ballenraum verfügen über ein Zwischendeck. Es können bei Bedarf 303 TEU-Container, 792 m³ Kühlladung und 840 m³ Latex transportiert werden, wobei je nach Beladung 1700 Tonnen Holz oder 1200 Tonnen Stückgutladung an Deck geladen werden dürfen. Die Schiffe sind mit acht 5/10 Tonnen Ladebäumen, drei 22 Tonnen Ladebäumen, einem 80 Tonnen Schwergutbaum und einem Schiffskran von 5 Tonnen Kapazität ausgerüstet.